# Kamila Lićwinko
Kamila Lićwinko, poljska atletinja, * 22. marec 1986, Bielsk Podlaski, Poljska.
Nastopila je na poletnih olimpijskih igrah leta 2016 v skoku v višino in obstala v kvalifikacijah brez rezultata. Na  svetovnih dvoranskih prvenstvih je osvojila naslov prvakinje leta 2014. Leta 2013 je zmagala na Evropskem dvoranskem prvenstvu in Univerzijadi. 